# Hopmanov kup
Hopmanov kup (eng. Hopman Cup) je međunarodni ekipni teniski turnir koji se od 1989. do 2019. održavao u Perthu u Australiji krajem prosinca ili početkom siječnja. Godine 2020. zamijenjen je ATP-Cupom. Nakon daljnje dvogodišnje pauze 2021. i 2022. godine, novo izdanje igrat će se u Nici u Francuskoj od 19. do 23. srpnja 2023.
Za razliku od Fed Cupa i Davis Cupa, ovo je natjecanje mješovitih parova. Svaku reprezentaciju koja sudjeluje na Hopmanovom kupu predstavlja jedan tenisač i jedna tenisačica. Mečeve međusobno igraju pojedinačno tenisači i tenisačice, te mješoviti parovi.
Na svakom natjecanju sudjeluje osam nacija. Igra se u dvije grupe po četiri ekipe. U svakoj grupi igra se svatko sa svakim i prvoplasirana ekipa u grupi susreće se u finalu s prvoplasiranom ekipom iz druge grupe. 
Natjecanje je dobilo ime po Harryju Hopmanu (1906. – 1985.), australskom tenisaču i treneru s kojim je Australija osvojila 15 naslova pobjednika Davis Cupa u razdoblju od 1938. – 1969. godine.

## Dosadašnji pobjednici
| Godina | Država       | Igrači                                      |
| ------ | ------------ | ------------------------------------------- |
| 2023.  | Hrvatska     | Borna Ćorić i Donna Vekić                   |
| 2019.  | Švicarska    | Roger Federer i Belinda Benčić              |
| 2018.  | Švicarska    | Roger Federer i Belinda Benčić              |
| 2017.  | Francuska    | Richard Gasquet i Kristina Mladenovic       |
| 2016.  | Australija   | Nick Kyrgios i Daria Gavrilova              |
| 2015.  | Poljska      | Jerzy Janowicz i Agnieszka Radwanska        |
| 2014.  | Francuska    | Jo-Wilfried Tsonga i Alizé Cornet           |
| 2013.  | Španjolska   | Fernando Verdasco i Anabel Medina Garrigues |
| 2012.  | Češka        | Tomáš Berdych i Petra Kvitová               |
| 2011.  | SAD          | John Isner i Bethanie Mattek-Sands          |
| 2010.  | Španjolska   | Tommy Robredo i María José Martínez Sánchez |
| 2009.  | Slovačka     | Dominik Hrbatý i Dominika Cibulková         |
| 2008.  | SAD          | Mardy Fish i Venus Williams                 |
| 2007.  | Rusija       | Dmitrij Tursunov i Nadja Petrova            |
| 2006.  | SAD          | Taylor Dent i Lisa Raymond                  |
| 2005.  | Slovačka     | Dominik Hrbatý i Daniela Hantuchova         |
| 2004.  | SAD          | James Blake i Lindsay Davenport             |
| 2003.  | SAD          | James Blake i Serena Williams               |
| 2002.  | Španjolska   | Tommy Robredo i Arantxa Sanchez Vicario     |
| 2001.  | Švicarska    | Roger Federer i Martina Hingis              |
| 2000.  | Južna Afrika | Wayne Ferreira i Amanda Coetzer             |
| 1999.  | Australija   | Mark Philippoussis i Jelena Dokić           |
| 1998.  | Slovačka     | Karol Kučera i Karina Habšudová             |
| 1997.  | SAD          | Justin Gimelstob i Chanda Rubin             |
| 1996.  | Hrvatska     | Goran Ivanišević i Iva Majoli               |
| 1995.  | Njemačka     | Boris Becker i Anke Huber                   |
| 1994.  | Češka        | Petr Korda i Jana Novotna                   |
| 1993.  | Njemačka     | Michael Stich i Steffi Graf                 |
| 1992.  | Švicarska    | Jakob Hlasek i Manuela Maleeva-Fragniere    |
| 1991.  | Jugoslavija  | Goran Prpić i Monika Seleš                  |
| 1990.  | Španjolska   | Emilio Sanchez i Arantxa Sanchez Vicario    |
| 1989.  | Čehoslovačka | Miloslav Mečir i Helena Sukova              |

## Višestruki pobjednici
| Rang | Država     | Ukupno pobjeda |
| ---- | ---------- | -------------- |
| 1    | SAD        | 6              |
| 2    | Švicarska  | 4              |
| =    | Španjolska | 4              |
| 4    | Slovačka   | 3              |
| 5    | Hrvatska   | 2              |
| =    | Češka      | 2              |
| =    | Francuska  | 2              |
| =    | Australija | 2              |
| =    | Njemačka   | 2              |
|      |            |                |